# 貝爾克里克 (佛羅里達州)
貝爾克里克（英語：Bear Creek）是位於美國佛羅里達州皮尼拉斯縣的一個人口普查指定地區。

## 地理
貝爾克里克的座標為27°45′21″N 82°43′37″W / 27.75583°N 82.72694°W，而該地最高點為海拔高度2米（即8英尺）。

## 人口
根據2010年美國人口普查的數據，貝爾克里克的面積為1.10平方千米，當中陸地面積為1.00平方千米，而水域面積為0.10平方千米。當地共有人口1948人，而人口密度為每平方千米1,770人。